# Tamás Buday
Tamás Buday (ur. 5 lipca 1952 w Budapeszcie) – węgierski kajakarz, kanadyjkarz. Dwukrotny medalista olimpijski z Montrealu.

## Kariera sportowa
Brał udział w dwóch igrzyskach (IO 76, IO 80). W 1976 zajął trzecie miejsce w rywalizacji kanadyjkarzy w dwójkach zarówno na dystansie 500 metrów jak i 1000. Podczas obu startów partnerował mu Oszkár Frey. Wspólnie czterokrotnie byli medalistami mistrzostw świata w kanadyjkowych dwójkach - złotymi w 1978 na dystansie 1000 metrów, srebrnymi w 1977 i 1979 na dystansie 1000 metrów oraz w 1975 na dystansie 10000 metrów. Z innymi partnerami sięgał również po złoto w C-2 na dystansie 10000 metrów (1978, 1981 i 1983), srebro w tej konkurencji w 1974 i w C-1 na dystansie 1000 metrów w 1981, oraz brąz w C-1 w 1977 i w C-2 na dystansie 10000 metrów w 19879 i1982. 
W 1987 uciekł z kraju i zamieszkał w Kanadzie. Jego synowie Attila Buday i Tamás Jr także byli kajakarzami i olimpijczykami w barwach tego kraju.